# Festival Latinoamericano de Instalación de Software Libre 2016
El Festival Latinoamericano de Instalación de Software Libre 2016 (FLISoL 2016), es la duodécima edición del mayor evento de difusión del Software libre que se realiza desde el año 2005 en diferentes países de manera simultánea.
Participan cerca de 300 ciudades en 20 países de Latinoamérica más España, constituyendo el festival de instalación más grande del mundo.
Está dedicado para personas interesadas en conocer más acerca del software y la cultura libre. Para ello, dependiendo de cada sede, son organizadas charlas, talleres, stands, y otras actividades, para que los asistentes entren en contacto con el mundo del software libre, conozcan a otros usuarios, resuelvan dudas e interrogantes, intercambien opiniones y experiencias.
La asistencia al evento en las distintas sedes es libre y gratuita.

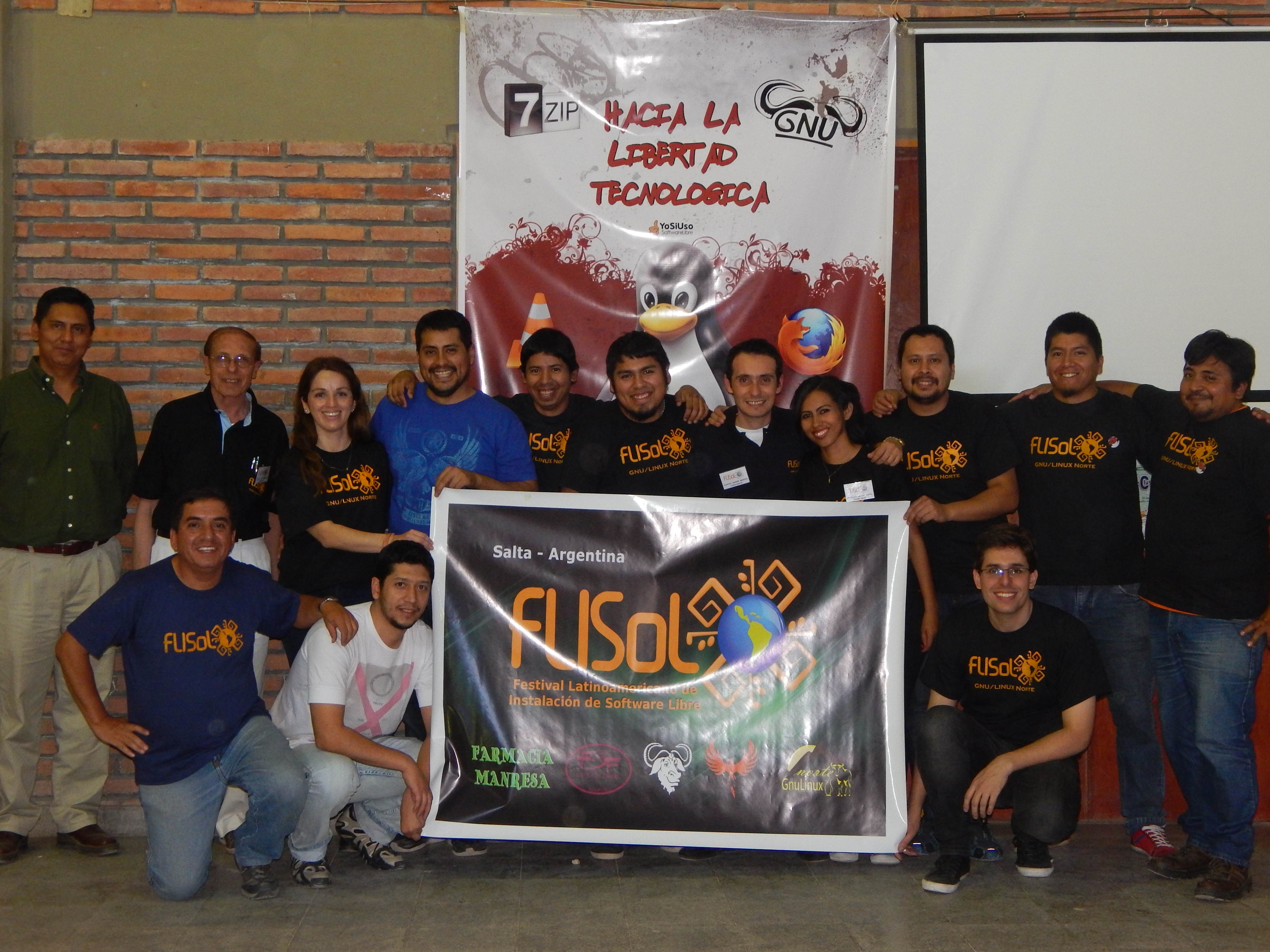
Organizadores y colaboradores del FLISoL 2016, sede itinerante de la provincia de Salta, Argentina.

## Fechas de realización
En 2007 fue acordado que FLISoL se realizaría el cuarto sábado del mes de abril. En el año 2016 esa fecha correspondió al 23 de abril, por lo que fue utilizada en la mayoría de las sedes. Sin embargo, por cuestiones logísticas, algunas sedes cambiaron la fecha establecida. Entre ellas, se destacan las sedes de Brasil que adelantaron la fecha una semana ya que el 23 coincidía con el feriado de Tiradentes.

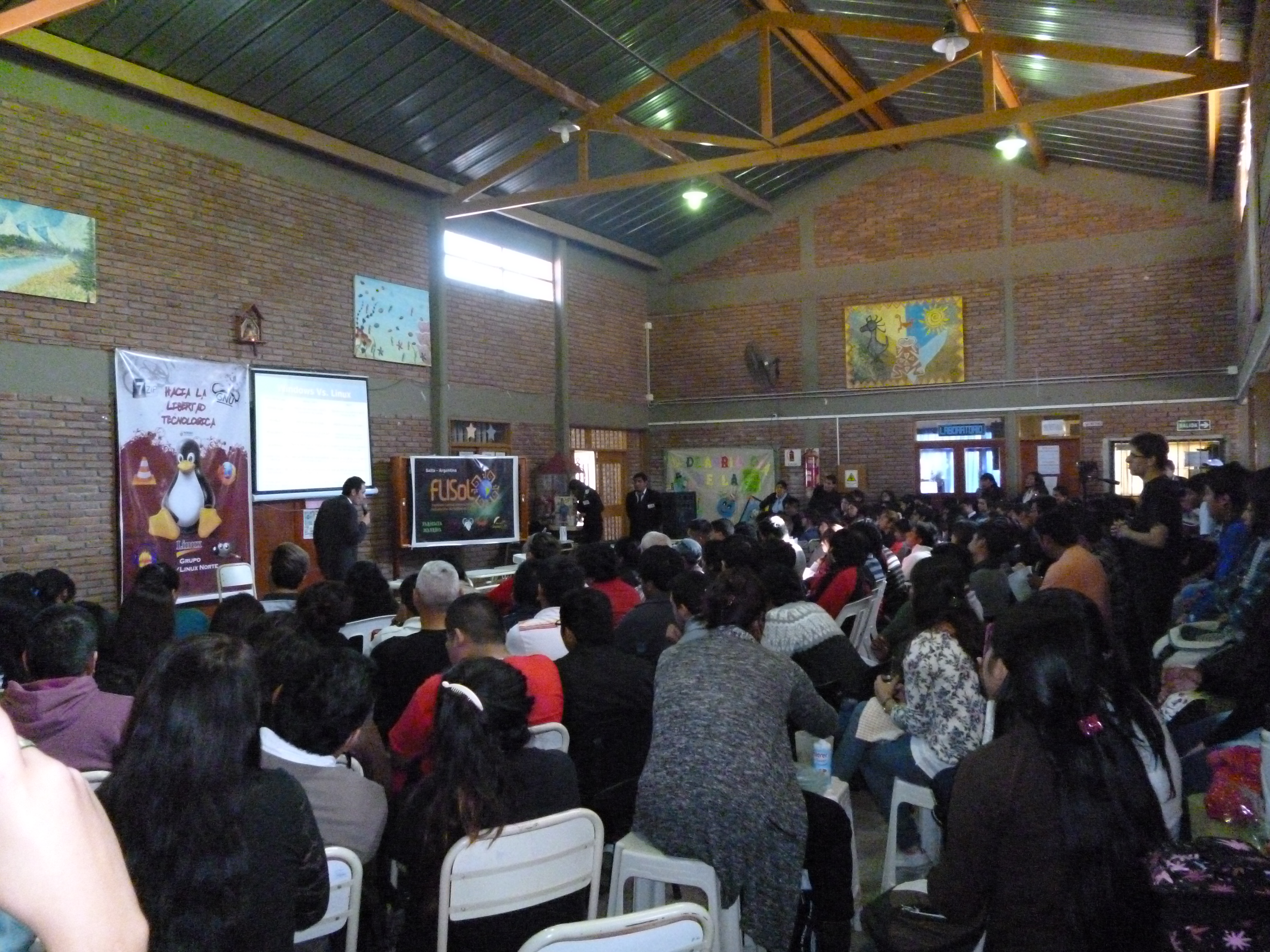
Conferencia del Profesor Rodrigo Gastón Manresa en FLISoL 2016, provincia de Salta, Argentina.

## Países que lo realizan

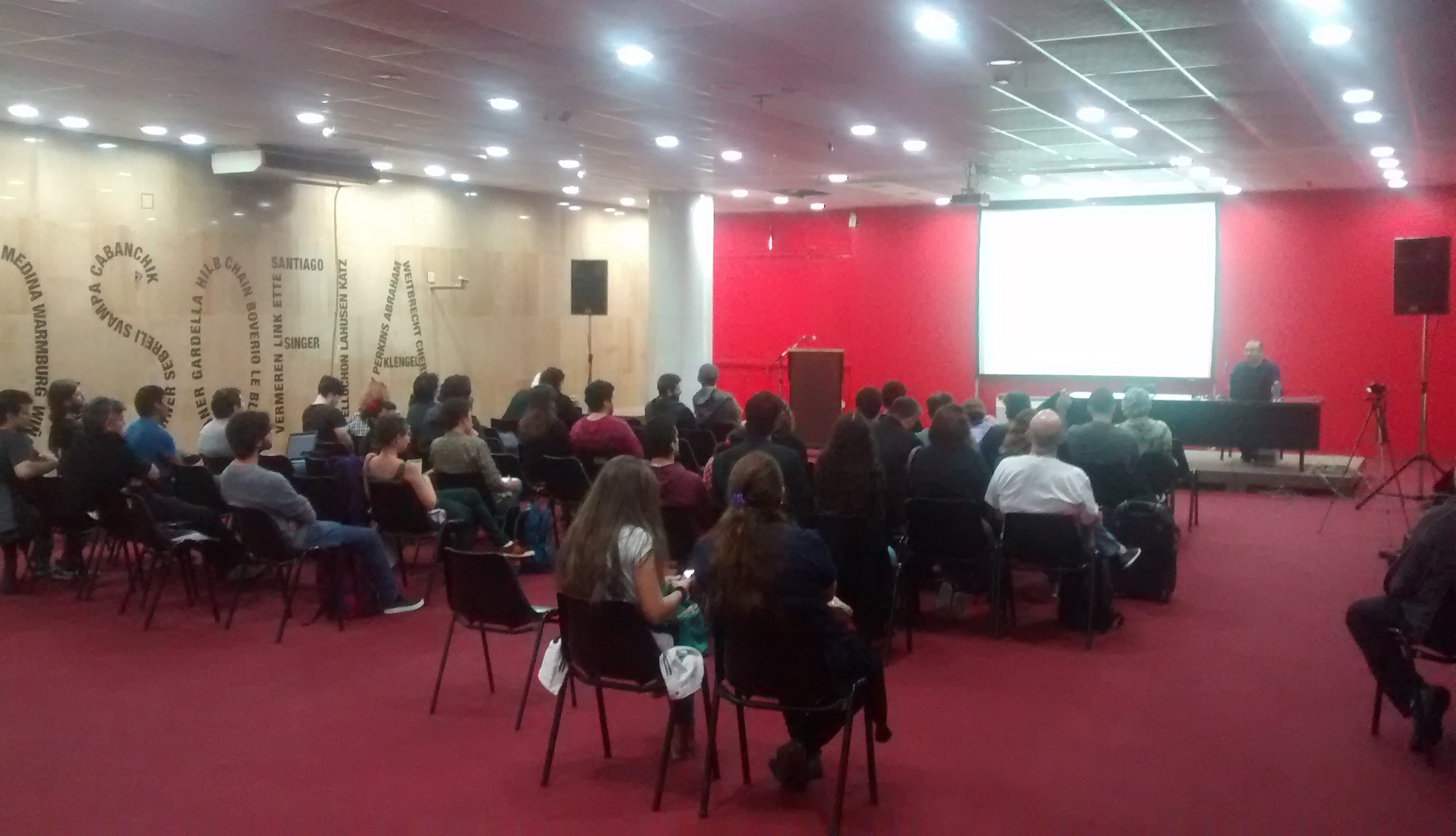
Sala C del CCGSM en el evento FLISoL en CABA

- Argentina, con 39 sedes. Informe Nacional 2016 en PDF[8][9]
  - En La Ciudad Autónoma de Buenos Aires se realizó en el Centro Cultural General San Martín donde se realizaron más de 33 charlas[10] así como varios stands de distintas comunidades.
- Bolivia[11]
- Brasil[12]
- Chile[13]
- Colombia[14]
- Costa Rica[15]
- Cuba[16]
- Ecuador[17]
- El Salvador[18]
- España[19]
- Guatemala[20]
- Honduras[21]
- México[22]
- Nicaragua[23]
- Panamá[24]
- Paraguay[25]
- Perú[26]
- República Dominicana[27]
- Uruguay[28]
- Venezuela[29]